# Vùng văn hóa Á Đông
Vùng văn hóa Á Đông (chữ Nôm: 塳文化亞東) hay vùng văn hóa Đông Á (chữ Nôm: 塳文化東亞) hay còn gọi là vùng văn hóa chữ Hán (chữ Nôm: 塳文化𡨸漢), Đông Á văn hóa quyển (chữ Hán: 東亞文化圈), Hán tự văn hóa quyển (chữ Hán: 漢字文化圈) hoặc đơn giản hơn với cách gọi Á Đông (亞東) hay Hán quyển (漢圈), là tên gọi chỉ cộng đồng các nước ở khu vực Đông Á và Đông Nam Á chịu ảnh hưởng của văn hóa Trung Quốc, bao gồm sự ảnh hưởng sâu sắc của tư tưởng Nho giáo và Phật giáo, đã từng sử dụng chữ Hán làm công cụ truyền bá ngôn ngữ và truyền tải văn hóa, theo thống nhất học thuật, như Đại Trung Hoa (bao gồm Trung Quốc, Hồng Kông, Ma Cao và Đài Loan), Việt Nam, Hàn Quốc, Cộng hòa Dân chủ Nhân dân Triều Tiên, hoặc đang sử dụng chữ Hán làm công cụ truyền bá ngôn ngữ và truyền tải văn hóa như Trung Quốc, Đài Loan, Nhật Bản.
Văn hóa quyển chữ Hán cụ thể chỉ Trung Quốc (đất mẹ của chữ Hán), hoặc có từng thời kỳ tại Việt Nam, Triều Tiên và Nhật Bản. Những khu vực nói trên chủ yếu là vùng văn hóa lúa nước, có cơ chế sách phong. Ngoài ra còn có một số dân tộc du mục như dân tộc Mông Cổ, Tây Tạng, tuy nằm trong Văn hóa quyển chữ Hán, nhưng không sử dụng chữ Hán. Đôi khi khái niệm còn bao gồm cả Singapore, quốc gia vốn độc lập khỏi Malaysia nhưng hiện nay có đa số là người Hoa. Không nên nhầm lẫn vùng văn hóa Đông Á với Đại Trung Hoa hay Trung Quốc, bao gồm các quốc gia nơi dân số nói tiếng Hoa chiếm ưu thế.
Đế quốc Trung Hoa là một cường quốc trong khu vực và có ảnh hưởng đối với các quốc gia triều cống và láng giềng, trong đó có Nhật Bản, Triều Tiên và Việt Nam. Trong lịch sử cổ điển, bốn nền văn hóa chia sẻ một hệ thống đế quốc chung dưới các vị hoàng đế tương ứng. Các phát minh của Trung Quốc chịu ảnh hưởng và đến lượt lại bị ảnh hưởng bởi những đổi mới của các nền văn hóa khác trong quản trị, triết học, khoa học và nghệ thuật. Chữ viết cổ điển của Trung Quốc (Văn ngôn) đã trở thành ngôn ngữ chung trong khu vực để trao đổi văn học. Ngày nay, Trung Quốc đại lục đã chuyển sang chữ Hán giản thể (điều này cũng ảnh hưởng đến cộng đồng gốc Hoa ở Malaysia và Singapore); chỉ còn Đài Loan, Hồng Kông, và Ma Cao dùng chữ Hán phồn thể.
Vào thời đại Edo  (江戸時代 (Giang Hộ thời đại) Edo jidai) của Nhật Bản, những nhà Nho học Nhật Bản và nhà Nho học Triều Tiên thường dùng phương thức bút đàm để tranh luận về vấn đề Nho học; các sứ giả đến từ An Nam và các sứ giả đến từ Triều Tiên viết tặng nhau những bài thơ chữ Hán.
Vào cuối lịch sử cổ điển, tầm quan trọng của văn học cổ điển Trung Quốc giảm dần khi Nhật Bản, Triều Tiên và Việt Nam đều sử dụng phương tiện văn học của riêng mình. Nhật Bản phát triển các hệ chữ Katakana và Hiragana, Triều Tiên phát triển Chosŏn'gŭl, Việt Nam phát triển chữ Nôm và chấp nhận chữ Quốc Ngữ từ bảng chữ cái Latin của các nhà truyền giáo châu Âu trong nước. Văn học cổ điển viết bằng chữ Hán dù sao vẫn là một di sản quan trọng của các nền văn hóa Nhật Bản, Triều Tiên và Việt Nam. Trong thế kỷ 21, những ảnh hưởng tư tưởng và văn hóa của Nho giáo và Phật giáo vẫn hiển hiện trong các học thuyết xã hội và văn hóa cao.

## Thuật ngữ
Trung Quốc từ lâu đã được coi là một trong những nền văn minh lớn nhất thế giới. Sự hình thành nền văn hóa của người Hán tại sông Hoàng Hà vẫn thường được coi là điểm khởi đầu của thế giới Đông Á. Ngày nay, tổng dân số của khu vực này lên tới khoảng gần hai tỉ người.
Nhà sử học người Nhật Nishijima Sadao (西嶋定生, 1919-1998), giáo sư danh dự tại Đại học Tokyo, ban đầu đã đặt ra thuật ngữ Đông Á văn hóa quyển (東亜文化圏, Tōa bunka-ken). Ông quan niệm về một văn hóa quyển của Trung Quốc và các nước Đông Á khác với phương Tây. Theo Nishijima, khu vực này cùng chịu ảnh hưởng bởi tư tưởng Nho giáo, Phật giáo và có cùng cấu trúc chính trị - xã hội. Khu vực này bao gồm Trung Quốc, Nhật Bản, Bán đảo Triều Tiên, Việt Nam, kéo dài tới những vùng đất giữa Mông Cổ và dãy Himalaya.

### Từ nguyên
Đôi khi được sử dụng như một từ đồng nghĩa với phạm vi văn hóa Đông Á, thuật ngữ này bắt nguồn từ từ "Hán", tức Trung Hoa hay Trung Quốc, và "quyển", theo nghĩa đen là phạm vi ảnh hưởng, tức là khu vực chịu ảnh hưởng của một quốc gia.
Là từ ghép của nhau, các ngôn ngữ "CJKV" - Trung Quốc, Nhật Bản, Hàn Quốc và Việt Nam - dịch thuật ngữ tiếng Anh là:
- Tiếng Trung: quān (圈)
- Tiếng Nhật: ken (圏 け ん)
- Tiếng Hàn: gwon (권 từ 圏)
- Tiếng Việt: quyển/khuyên từ 圏

Victor H. Mair đã thảo luận về nguồn gốc của các thuật ngữ "lĩnh vực văn hóa" này. Chữ 文化圈 (wénhuà quān) trong tiếng Trung có từ một bản dịch năm 1941 cho thuật ngữ tiếng Đức Kulturkreis, ('vùng văn hóa, văn hóa quyển'), mà các nhà dân tộc học người Áo là Fritz Graebner và Wilhelm Schmidt đề xuất. Nhà sử học Nhật Bản Nishijima Sadao đã đặt ra các cụm từ 漢字文化圏 (Kanji bunka-ken, "Hán tự văn hoá quyển") và 中華文化圏 (Chuka bunka-ken, "Trung Hoa văn hoá quyển"), mà sau này Trung Quốc đã mượn lại làm từ ngữ . Nishijima đã nghĩ ra những "lĩnh vực văn hóa" của người Hoa trong Đông Á Thế Giới Luận của ông (東アジア世界論, Higashi Ajia sekai-ron). 
Từ điển tiếng Trung-Anh cung cấp các bản dịch tương tự của cụm từ khóa 文化圈 là "giới trí thức hoặc văn học" (Liang Shiqiu, 1975) và "giới văn học, giáo dục" (Lâm Ngữ Đường, 1972).
Hán quyển có thể được coi là đồng nghĩa với Trung Quốc cổ đại và các nền văn minh hậu duệ của nó cũng như "các nền văn minh Viễn Đông" (Đại lục và Nhật Bản). Vào những năm 1930 trong Nghiên cứu Lịch sử, Trung quyển cùng với các nền văn minh phương Tây, Hồi giáo, Chính thống giáo phương Đông, Ấn Độ... được trình bày như một trong những "đề tài nghiên cứu" chính.

### So sánh với phương Tây
Nhà sử học người Anh Arnold J. Toynbee đã liệt kê nền văn minh Viễn Đông là một trong những nền văn minh chính được nêu trong cuốn sách của ông, A Study of History. Ông đưa Nhật Bản và Hàn Quốc vào định nghĩa của mình về "nền văn minh Viễn Đông" và đề xuất rằng họ phát triển từ "nền văn minh Trung Hoa" có nguồn gốc từ lưu vực sông Hoàng Hà. Toynbee đã so sánh mối quan hệ giữa nền văn minh Trung Hoa và Viễn Đông với mối quan hệ của nền văn minh Hy Lạp và phương Tây, vốn có "mối liên hệ rõ ràng".
Nhà sử học và Hán học người Mỹ Edwin O. Reischauer cũng nhóm Trung Quốc, Nhật Bản, Hàn Quốc và Việt Nam vào một khu vực văn hóa mà ông gọi là thế giới Trung Hoa, một nhóm các quốc gia tập trung chia sẻ triết lý đạo đức Nho giáo. Reischauer nói rằng nền văn hóa này có nguồn gốc từ miền Bắc Trung Quốc, so sánh mối quan hệ giữa miền Bắc Trung Quốc và Đông Á với mối quan hệ của nền văn minh Hy Lạp-La Mã và châu Âu. Các tầng lớp tinh hoa của Đông Á được gắn kết với nhau thông qua một ngôn ngữ viết chung dựa trên các ký tự Trung Quốc, giống như cách mà tiếng Latinh đã hoạt động ở châu Âu. 
Nhà khoa học chính trị người Mỹ Samuel P. Huntington đã coi thế giới Sinic là một trong nhiều nền văn minh trong cuốn sách Cuộc đụng độ của các nền văn minh. Ông lưu ý rằng "tất cả các học giả đều công nhận sự tồn tại của một nền văn minh Trung Quốc riêng biệt duy nhất có niên đại ít nhất là 1500 năm trước Công nguyên và có lẽ là một nghìn năm trước đó, hoặc của hai nền văn minh Trung Quốc kế tục nền văn minh kia vào những thế kỷ đầu của kỷ nguyên Cơ đốc giáo."  Nền văn minh Trung Hoa của Huntington bao gồm Trung Quốc, Bắc Triều Tiên, Hàn Quốc, Mông Cổ, Việt Nam và các cộng đồng người Hoa ở Đông Nam Á. Trong số nhiều nền văn minh mà Huntington thảo luận, thế giới Trung Hoa là thế giới duy nhất dựa trên bản sắc văn hóa chứ không phải tôn giáo. Lý thuyết của Huntington là trong một thế giới sau Chiến tranh Lạnh, nhân loại đã "đồng nhất" với các nhóm văn hóa: bộ lạc, dân tộc, cộng đồng tôn giáo ở cấp độ rộng nhất là các nền văn minh." Tuy nhiên, Huntington lại coi là Nhật Bản như là một nền văn minh khác riêng biệt do nằm ở quần đảo (nhưng đấy chỉ nằm trong ý kiến thiểu số).

## Tương đồng văn hóa

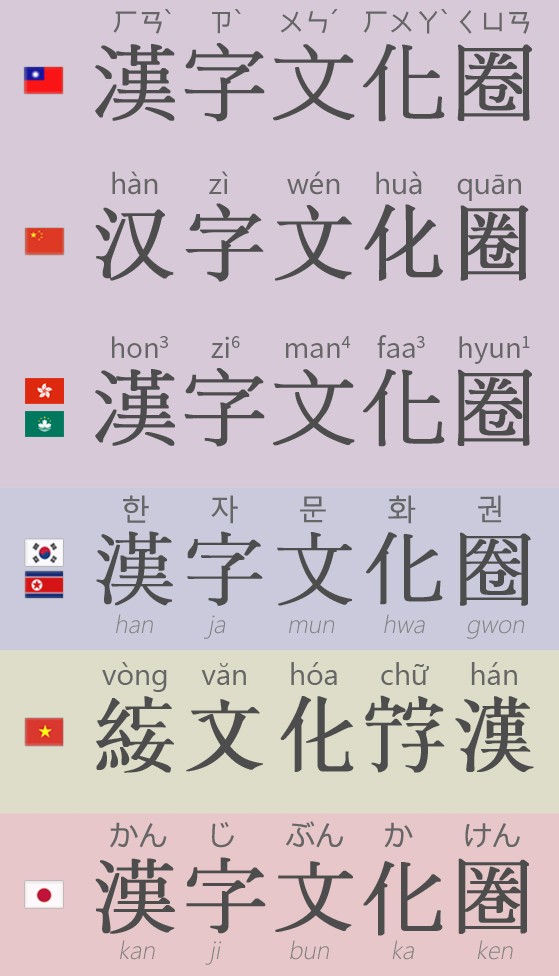
Các cách nói và cách viết của khái niệm "Vùng văn hóa chữ Hán" bằng các ngôn ngữ chính ở Vùng văn hóa chữ Hán. Trong đó, Việt Nam dùng chữ Nôm

### Chữ Hán
Trong lịch sử, Trung Quốc, Đài Loan, Nhật Bản, Hàn Quốc, Bắc Triều Tiên và Việt Nam đều sử dụng chữ Hán. Ngày nay, nó được sử dụng chủ yếu ở Trung Quốc, Nhật Bản và Đài Loan. Mặc dù chữ Hán đã trở nên ít phổ biến tại Việt Nam, Bắc Triều Tiên, Hàn Quốc, nó vẫn giữ một vị trí đặc biệt trên phương diện văn hóa, vì chữ Hán đã có ảnh hưởng rất lớn đến lịch sử và văn học truyền thống. Ngày nay, vẫn có thể thấy chữ Hán trong đền thờ, chùa, các kiến trúc và văn vật truyền thống tại đây. Ở Việt Nam vẫn có một lượng không nhỏ người học chữ Hán và chữ Nôm (loại chữ do người Việt Nam phát triển từ chữ Hán) dùng trong tiếng Việt.

### Họ tên người
Họ tên người của vùng văn hoá Đông Á đều đi theo thứ tự "họ trước tên sau", ngược với phương Tây là "tên trước họ sau". Họ người Trung Hoa, người Triều Tiên, người Việt Nam chủ yếu là họ đơn âm viết trong một chữ Hán, một số ít là họ kép viết trong hai chữ Hán, và ba khu vực này có nhiều họ chung như Lý, Trần... Riêng Nhật Bản là một đảo quốc nên có sự khác biệt lớn, họ của người Nhật Bản không có sự cố định trong số lượng chữ Hán và cách đọc. Về tên người cũng tương tự như vậy: tên người Trung Hoa, người Triều Tiên, người Việt Nam cũng thường là một hoặc hai từ đơn âm với chữ Hán, trong khi tên người Nhật cũng không có sự cố định trong số lượng chữ Hán và cách đọc.

### Nghệ thuật

#### Kiến trúc
Các nước thuộc vùng văn hóa Đông Á có kiến trúc có nhiều điểm tương đồng do cùng chịu ảnh hưởng của kiến trúc Trung Hoa cổ, sử dụng kết cấu gỗ và hình thái mái có nhiều điểm tương đồng và dị biệt.

#### Thư pháp
Xem Thảo thư, Thư pháp, Thư pháp Đông Á, Thư pháp Trung Hoa.

#### Võ thuật
Xem Võ thuật, Công phu, Wushu, Karate, Taekwondo, Judo, Sumo, Nhất Nam, Vovinam, v.v

#### Âm nhạc
Các nhạc cụ Trung Quốc như đàn tranh có ảnh hưởng tới các nhạc cụ khác của bán đảo Triều Tiên, Nhật Bản, Việt Nam.

### Ẩm thực
Đặc điểm tiêu biểu ở các nước thuộc vùng văn hoá Đông Á trong cách ăn uống đó là đều dùng đũa làm dụng cụ ăn chính. Các món ăn của Đông Á có rất nhiều nguyên liệu và cách chế biến tương đồng. Việc sử dụng nước tương, nước sốt được làm từ quá trình lên men đậu nành, cũng phổ biến ở Đông Á. Gạo là lương thực chính trong tất cả các nước Đông Á và là một trọng tâm chính của vấn đề an ninh lương thực. Ở các nước Đông Á, từ "cơm" cũng có nghĩa là thực phẩm nói chung (chữ Hán giản thể:饭; chữ Hán phồn thể:飯; bính âm: fàn, Hán Việt: phạn).
Xem thêm Ẩm thực Trung Quốc, Ẩm thực Việt Nam, Ẩm thực Nhật Bản, Ẩm thực Singapore, Ẩm thực Triều Tiên.

### Văn hóa truyền thống

#### Trang phục
Xem Hán phục, Xường xám, Kimono, Hanbok, Áo dài, Việt phục, v.v

#### Múa lân
Múa lân là nghệ thuật truyền thống của Trung Quốc và những nước thuộc vùng văn hóa Đông Á khác. Người biểu diễn sẽ phải múa theo những hành động, cử chỉ của con lân được cho là sẽ mang lại may mắn. Ngoài Trung Quốc, múa lân còn phổ biến ở Nhật Bản, bán đảo Triều Tiên, Việt Nam, Tây Tạng và Đài Loan. Múa lân thường được biểu diễn trong Tết Âm lịch và các lễ hội tôn giáo, văn hóa khác.

#### Năm mới
Khu vực Đại Trung Hoa, Nhật Bản, bán đảo Triều Tiên, Singapore và Việt Nam đều đón Tết Âm lịch truyền thống. Tuy nhiên, Nhật Bản đã chuyển thời gian đón Tết truyền thống sang 1/1 Dương lịch từ thời Minh Trị Duy tân.

#### Thiên can Địa chi
Người thuộc Vùng văn hóa Đông Á sử dụng Can Chi - hệ thống đánh số thành chu kỳ 60 năm, là sự kết hợp của Thập Can (10 Thiên can) và Thập Nhị Chi (12 Địa chi) cùng 12 con giáp. Tổ hợp này dùng để đặt tên năm, dùng trong nhiều hoạt động tín ngưỡng.

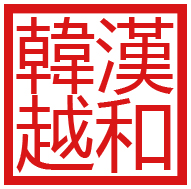

### Triết học và tôn giáo
Binh pháp Tôn Tử, Đạo đức kinh, Luận ngữ là những cuốn sách kinh điển của Trung Quốc đã gây ảnh hưởng mạnh mẽ tới lịch sử Đông Á. 

#### Đạo giáo
Đạo giáo có ảnh hưởng ở Trung Quốc, Nhật Bản, bán đảo Triều Tiên, Singapore và Việt Nam. Đạo Lão còn được biết đến tại Nhật Bản với cái tên Âm Dương Đạo.

#### Thần đạo
Thần đạo (Shinto) là tôn giáo của Nhật Bản. Trong tiếng Nhật, Shinto có nghĩa là "Con đường của những vị thần". Những người theo Thần đạo quan niệm truyền thống, gia đình, tự nhiên, sự trong sạch và các nghi lễ là giá trị cốt lõi.
Nghi lễ thanh tẩy là trung tâm của Thần đạo. Các đền thờ có vai trò rất quan trọng, là nơi thể hiện sự tôn kính với các kami (các vị thần). Thần đạo cũng mang những đặc điểm giống Shaman giáo như chiêm đoán, nhập hồn hay chữa bệnh bằng lòng tin. Thần đạo được chia ra làm nhiều nhóm như thờ thần núi và trường phái Thần đạo Khổng giáo.

#### Phật giáo
Trung Quốc, Nhật Bản, bán đảo Triều Tiên, Việt Nam đều có lịch sử theo Đại Thừa Phật giáo. Phật giáo được lan truyền từ Ấn Độ thông qua con đường tơ lụa tới Pakistan, Tân Cương, qua phía đông tới Việt Nam, sau đó tới Quảng Châu và Phúc Kiến ở phía bắc. Từ Trung Quốc, Phật giáo đã nhanh chóng lan truyền tới bán đảo Triều Tiên và Nhật Bản, đặc biệt là trong thời Đường, đồng thời còn truyền bá ngược trở lại Việt Nam. Đông Á giờ là khu vực có số người theo đạo Phật lớn nhất thế giới với khoảng 200-400 triệu tín đồ (5 nước nhiều tín đồ Phật giáo nhất gồm Trung Quốc, Thái Lan, Myanmar, Việt Nam).

#### Nho giáo
Trung Quốc, Nhật Bản, bán đảo Triều Tiên và Việt Nam cùng có tư tưởng triết học Nho giáo. Nho giáo là một tư tưởng triết lý nhân văn tin rằng con người có thể được giáo dục, có thể tiến bộ và có thể hoàn thiện qua những nỗ lực tu luyện của cá nhân và cộng đồng. Nho giáo tập trung vào việc trau dồi và duy trì đạo đức, những triết lý cơ bản bao gồm Nhân (仁), Nghĩa (義) và Lễ (禮). Nhân là lòng vị tha và đối xử nhân nghĩa với người khác, Nghĩa là đề cao sự công bằng và những phẩm chất đạo đức tốt, còn Lễ là hệ thống các chuẩn mực trong cuộc sống hàng ngày. Nho giáo đã trở thành nền tảng xã hội, trở thành những triết lí sống của con người nơi đây.

#### Tân Nho giáo
Tư tưởng triết học của Trung Quốc thời kỳ đế quốc được xác định bởi sự phát triển của Tống Nho (Tân Nho giáo). Tân Nho giáo được khai sinh từ thời Đường, Hàn Dũ được coi là bậc tiền bối của Tân Nho giáo dưới thời Tống. Nhà triết học thời Tống Chu Đôn Di được coi là "người khai sinh thực sự" của Tân Nho giáo, sử dụng lý thuyết của Đạo giáo làm khuôn khổ cho các triết lý của mình.
Ở những nơi khác, triết học Nhật Bản bắt đầu phát triển tín ngưỡng bản xứ Thần đạo kết hợp với Phật giáo, Nho giáo và các trường phái khác của triết học Trung Quốc. Tương tự Nhật Bản, tại bán đảo Triều Tiên, các yếu tố của Shaman giáo được kết hợp với Tống Nho truyền bá từ Trung Quốc. Ở Việt Nam, Tân Nho giáo cũng được đưa vào hệ thống Tam giáo cùng với tín ngưỡng bản địa như thờ cúng tổ tiên, Đạo Mẫu và Phật giáo Đại thừa.